# Ann Martin
Ann Martin (24 de septiembre de 1961) es una deportista estadounidense que compitió en remo. Ganó tres medallas en el Campeonato Mundial de Remo entre los años 1984 y 1986.

## Palmarés internacional
| Campeonato Mundial | Campeonato Mundial       | Campeonato Mundial | Campeonato Mundial        |
| Año                | Lugar                    | Medalla            | Prueba                    |
| ------------------ | ------------------------ | ------------------ | ------------------------- |
| 1984               | Montreal (Canadá)        | Medalla de bronce  | Scull individual ligero   |
| 1985               | Malinas (Bélgica)        | Medalla de bronce  | Scull individual ligero   |
| 1986               | Nottingham (Reino Unido) | Medalla de oro     | Cuatro sin timonel ligero |